# 处女堤

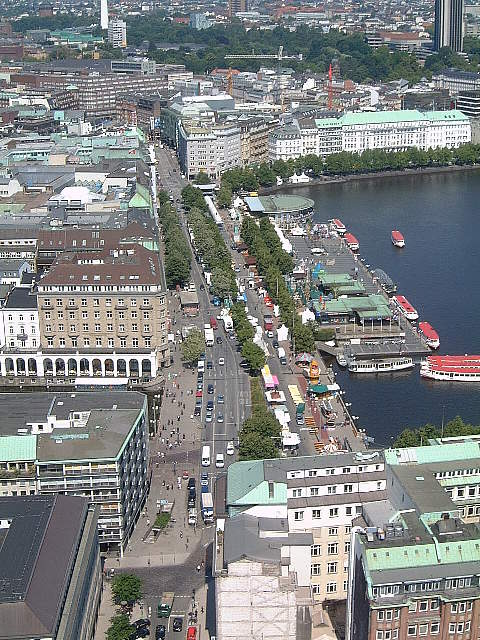

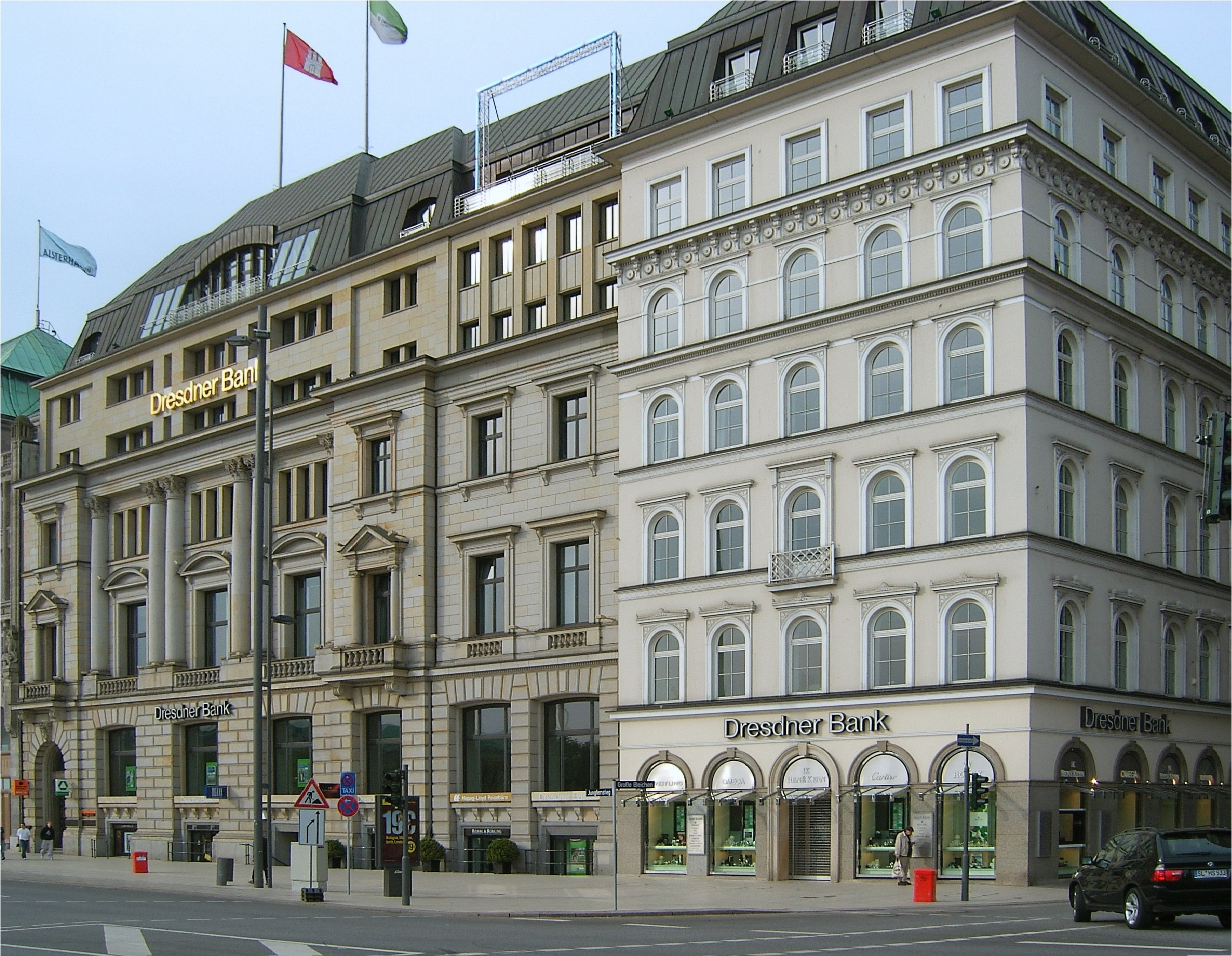
德累斯顿银行

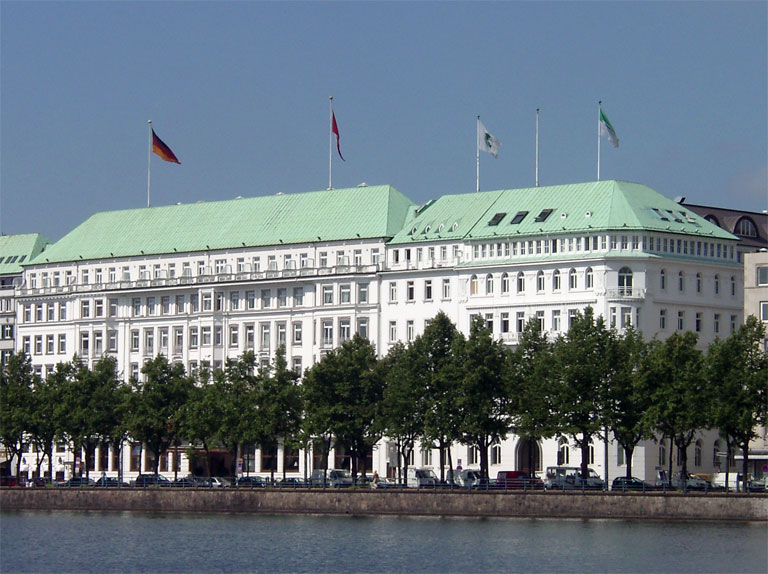
四季酒店

处女堤（Jungfernstieg）是汉堡内阿尔斯特湖南岸的街道，连接里斯坝桥（Reesendammbrücke）和鹅市广场（Gänsemarkt）。它是德国第一条柏油马路（1838年）。 
2005年以前，处女堤的两侧和中间均种植树木（见右图）。临水一侧只有两个小建筑物：旅行社和Alsterpavillon咖啡馆。到2006年，投资商拆除了Alsterpavillon，中间的树木消失，加宽了两侧的人行道。
处女堤为阿尔斯特湖游船的主要码头。